# Município de Richland (condado de Marion, Ohio)
O município de Richland (em inglês: Richland Township) é um município localizado no condado de Marion no estado estadounidense de Ohio. No ano de 2010 tinha uma população de 1.635 habitantes e uma densidade populacional de 20,5 pessoas por km².

## Geografia
O município de Richland encontra-se localizado nas coordenadas 40° 31′ 13″ N, 83° 01′ 08″ O. Segundo o Departamento do Censo dos Estados Unidos, o município tem uma superfície total de 79.74 km², da qual 79.71 km² correspondem a terra firme e (0.03%) 0.03 km² é água.

## Demografia
Segundo o censo de 2010, tinha 1.635 habitantes residindo no município de Richland. A densidade populacional era de 20,5 hab./km². Dos 1.635 habitantes, o município de Richland estava composto pelo 99.2% brancos, o 0.12% eram afroamericanos, o 0.12% eram amerindios, o 0.12% eram asiáticos, o 0.06% eram insulares do Pacífico, o 0.06% eram de outras raças e o 0.31% pertenciam a duas ou mais raças. Do total da população o 0.73% eram hispanos ou latinos de qualquer raça.